# Леви Щраус
Леви Щраус (на английски: Levi Strauss, Ливай Строс; роден като Льоб Щраус, на немски: Löb Strauß; 26 февруари 1829 – 26 септември 1902) е американски индустриалец от еврейско-германски произход, създател на джинсите.

## Биография
Щраус е роден с името Льоб в градчето Бутенхайм в Северна Бавария като син на еврейски родители. Баща му Хирш Щраус, беден амбулантен търговец, умира от туберкулоза, когато Льоб е едва 16-годишен. Многобройното семейство попада в криза. През 1847 г. майка му Ребека имигрира в Америка заедно с малките си деца – с него и 2 от сестрите му. Те потеглят към двамата най-големи братя на Леви, които работят в текстилното производство в Ню Йорк. Друга причина за преселването на семейство Щраус са тогавашните вражески настроени към евреите закони в Бавария. От имиграцията си в Америка Льоб се преименува на Леви. Получава американско гражданство и работи в магазина на двамата му братя.
Новините за открития на злато се разпростират от Изтока до Запада в Америка. През 1853 г. Леви тръгва по стъпките на златната треска и се преселва в Сан Франциско, Калифорния. Зет му, брат му Луис и самият Леви основават магазин за търговия с галантерийни изделия и платове. Стоките се умножават и към тях се добавят разнообразни изделия като четки за зъби, тиранти, копчета и цялостно облекло за златотърсачите.
Понеже и по-рано се бил занимавал с облекло и галантерия, Леви взима със себе си разнообразни платове като брезент. Скоро открива, че златотърсачите се нуждаят от издръжливи панталони при своята тежка работа. Първите си панталони той поръчва на шивач да бъдат изработени от брезента. Първият клиент, закупил си панталоните, бил така въодушевен от покупката, че цяла нощ се шляел из града и разказвал на всекиго.
Първите панталони са все още кафяви, изработени от конопени влакна и се придържат от тиранти. Скоро Щраус започва да използва деним – памучен плат, който се оцветява в синьо с индиго. Ръбовете на джобовете обаче все още са недостатъчно груби за златотърсачите, които пъхат в тях всякакви материали от мините.
През декември 1870 г. на Якоб Дейвис – шивач от Рига, му хрумва да нитва краищата на джобовете на панталоните, за да ги подсили. Понеже му липсват пари за патентоване на своята идея, превърнала се в реалност през 1872 г., се обръща към Леви Щраус, който му заема част от плата, нужен за производство. Щраус подпомага Дейвис и получава заедно с шивача патент на 20 май 1873 г. До края на годината са продадени 70 500 бройки панталони и палта от материала деним. Две фабрики произвеждат джинсите. 10 г. по-късно действат вече над 535 предприятия.
През 1902 г. Щраус умира неочаквано в своята къща в Сан Франциско, където живее заедно със семейството на сестра си Фани. Основаната през 1853 г. фирма, наречена „Леви Щраус & Ко“, Щраус оставя на своите 4 племенника, защото той самият няма деца. Погребан е в гробището „Hills of Eternity“, намиращо се в Колма, южно от Сан Франциско.

## Филми
- Levi Strauss – Ein Leben für die Jeans. Германия/САЩ, 2009 (52 мин.) документален филм на Кристоф Вайнерт, премиера: 19. Februar 2010